# Sweetheart Video
Sweetheart Video — канадська порнографічна кіностудія, що базується в Монреалі, Квебек.

## Історія
Студія була заснована Джонатаном Бліттом і порноакторкою Нікою Ноелл у 2008 році і спеціалізується на порнофільмах лесбійської тематики. Спочатку сценаристом і режисером всіх фільмів була Ноелл, але вона покинула студію у 2011 році. Сценаріями і режисурою наступних фільмів спочатку займалися інші люди з порноіндустрії, у тому числі Меліса Моне, Дана Весполі і Джеймс Авалон. Зараз сценаріями і режисурою всіх фільмів займається Дана Весполі.

## Премії і номінації

### AVN Awards
| Рік  | Категорія                             | Робота                                           | Результат |
| ---- | ------------------------------------- | ------------------------------------------------ | --------- |
| 2010 | Best All-Girl Release                 | Girls Kissing Girls 3                            | Номінація |
| 2010 | Best All-Girl Series                  | Lesbian Adventures                               | Номінація |
| 2011 | Best All-Girl Series                  | Girls Girls Kissing                              | Номінація |
| 2011 | Best All-Girl Series                  | Lesbian Adventures                               | Номінація |
| 2011 | Best Educational Release              | Nina Loves Girls 2                               | Номінація |
| 2011 | Best MILF Series                      | Mother Lovers Society                            | Номінація |
| 2011 | Best Older Woman/Younger Girl Release | Legends and Starlets 2                           | Номінація |
| 2012 | Best All-Girl Series                  | Girls Girls Kissing                              | Номінація |
| 2013 | Best All-Girl Series                  | Lesbian Adventures                               | Номінація |
| 2013 | Best All-Girl Series                  | Lesbian Babysitters                              | Номінація |
| 2013 | Best Ethnic Release — Black           | Lesbian Beauties 7: All Black Beauties           | Номінація |
| 2014 | Best All-Girl Release                 | Shades of Pink                                   | Номінація |
| 2014 | Best All-Girl Series                  | Girls Girls Kissing                              | Номінація |
| 2014 | Best All-Girl Series                  | Lesbian Adventures                               | Номінація |
| 2014 | Best Ethnic Release — Asian           | Lesbian Beauties 9: Asian Beauties               | Номінація |
| 2014 | Best Ethnic Release — Latin           | Lesbian Beauties 10: Latinas                     | Номінація |
| 2014 | Best Older Woman/Younger Girl Release | Lesbian Adventures: Older Women, Younger Girls 3 | Номінація |
| 2014 | Best Older Woman/Younger Girl Release | Lesbian Hitchhiker 5                             | Номінація |
| 2015 | Best All-Girl Release                 | Lesbian Beauties 11: All Black Beauties          | Номінація |
| 2015 | Best All-Girl Release                 | Lexi Belle Loves Girls                           | Номінація |
| 2015 | Best All-Girl Series                  | Girls Girls Kissing                              | Перемога  |
| 2015 | Best All-Girl Series                  | Lesbian Beauties                                 | Номінація |
| 2015 | Best Older Woman/Younger Girl Release | Lesbian Adventures: Older Women, Younger Girls 5 | Номінація |

### Feminist Porn Awards
| Рік  | Категорія | Робота                                     | Результат |
| ---- | --------- | ------------------------------------------ | --------- |
| 2010 | Н/Д       | Lesbian Adventures: Victorian Love Letters | Номінація |
| 2010 | Н/Д       | Lesbian Hitchhiker                         | Номінація |
| 2011 | Н/Д       | Lesbian Deception                          | Номінація |
| 2011 | Н/Д       | Lesbian Truth or Dare 4                    | Номінація |

## Основні серіали
Студія випустила багато порносеріалів, в цей список увійшли ті, у яких вийшло багато сіквелів:
- Lesbian Adventures
- Girls Girls Kissing
- Lesbian Babysitters
- Lesbian Beauties
- Mother Lovers Society
- Lesbian Office Seductions
- Lesbian Truth or Dare

### Порноакторки
- Алія Лав
- Абелла Денджер
- Адріана Чечік
- Айден Ешлі
- Ейден Старр
- Аідра Фокс
- Алексіс Тексіс
- Еллі Хейз
- Алісза Ріс
- Амарна Міллер
- Ана Фокс
- Енді Сан Дімас
- Анджела Уайт
- Анікка Олбрайт
- Енн Марі Ріос
- Енні Крус
- Ейпріл Флорес
- Ейпріл О’Ніл
- Ariel X
- Аса Акіра
- Еш Голлівуд
- Ешлі Оріон
- Обрі Аддамс
- Огест Еймс
- Ава Аддамс
- Еві Скотт
- Боббі Старр
- Бонні Роттен
- Бренді Лав
- Брі Деніелс
- Бретт Россі
- Бруклін Лі
- Картер Круз
- Селеста Стар
- Шанель Престон
- Чарлі Чейз
- Шарлотта Стоклі
- Частіті Лінн
- Чері Девилль
- Дана Весполі
- Дені Деніелс
- Дані Дженсен
- Дарла Крейн
- Дома
- Дебі Даймонд
- Ділліон Харпер
- Елексіс Монро
- Ельза Джин
- Джорджія Джонс
- Джинджер Лінн
- Грейсі Глем
- Холлі Веллін
- Інарі Веш
- Індія Саммер
- Айсіс Тейлор
- Джада Файер
- Джада Стівенс
- Жасмін Джей
- Джейден Коул
- Джелена Дженсен
- Дженніфер Вайт
- Джесса Роудс
- Джессіка Бангкок
- Джессі Ендрюс
- Джис Лі
- Джулія Енн
- Карлі Монтана
- Кейден Кросс
- Кендра Ласт
- Кімберлі Кейн
- Кірстен Прайс
- Крістіна Роуз
- Кайлі Айрленд
- Лана Лопез
- Леа Лексіс
- Лексі Белл
- Лілі Картер
- Лондон Кіз
- Медісон Янг
- Магдалена Сент-Майклс
- Маріка Хейз
- Мелісса Моне
- Мелісса Мур
- Міа Малкова
- Міа Преслі
- Мішел Лей
- Міка Тен
- Місті Рейн
- Місті Стоун
- Наташа Найс
- Ніка Ноелл
- Ніккі Хантер
- Ніна Гартлі
- Наомі Бенкс
- Пенні Пакс
- Фенікс Марі
- Преслі Харт
- Пума Свід
- Рейлін
- Рейвінесс
- Ремі Лакруа
- Райлі Рід
- Райан Кілі
- Саманта Райан
- Сара Лав
- Сара Шевон
- Сара Ванделла
- Сатіне Фенікс
- Шейла Лаво
- Шайла Дженнінгс
- Сінн Сейдж
- Скін Даймонд
- Стелла Кокс
- Стефани Свіфт
- Сайрен де Мер
- Теннер Мейз
- Таня Тейт
- Тара Лінн Фокс
- Тейлор Віксен
- Тері Вайгель
- Трініті Пост
- Валентина Наппі
- Вероніка Авлав
- Вікі Чейз
- Вітні Вестгейт
- Зої Бріттон
- Зої Восс
- Зої Голловей